# (541046) 2018 CF4
(541046) 2018 CF4 es un asteroide perteneciente al cinturón de asteroides descubierto el 27 de diciembre de 2003 por el equipo del Spacewatch desde el Observatorio Nacional de Kitt Peak, Arizona, Estados Unidos.

## Designación y nombre
Designado provisionalmente como 2018 CF4.

## Características orbitales
2018 CF4 está situado a una distancia media del Sol de 2,763 ua, pudiendo alejarse hasta 2,939 ua y acercarse hasta 2,588 ua. Su excentricidad es 0,063 y la inclinación orbital 10,49 grados. Emplea 1678,23 días en completar una órbita alrededor del Sol.

## Características físicas
La magnitud absoluta de 2018 CF4 es 16. 